# Орликівський сільський округ
Орли́ківський сільський округ (каз. Өрлік ауылдық округі, рос. Орликовский сельский округ) — адміністративна одиниця у складі Індерського району Атирауської області Казахстану. Адміністративний центр та єдиний населений пункт — село Орлик.
Населення — 2505 осіб (2021; 2741 у 2009, 2776 у 1999, 2582 у 1989).
Станом на 1989 рік існувала Орликівська сільська рада (села Жиєк, Жулдиз, Орлик, селище Гогольськ).

## Склад
До складу округу входять такі населені пункти:
| Населений пункт | Колишні назви | Населення, осіб (1989) | Населення, осіб (1999) | Населення, осіб (2009) | Населення, осіб (2021) |
| --------------- | ------------- | ---------------------- | ---------------------- | ---------------------- | ---------------------- |
| Жиєк, село      | -             | 229                    | -                      | -                      | -                      |
| Жулдиз, село    | -             | 179                    | -                      | -                      | -                      |
| Орлик, село     | -             | 1983                   | 2598                   | 2741                   | 2505                   |
| Участок 5, село | Гогольськ     | 191                    | 178                    | 0                      | -                      |